# Bristol Bears
Ne doit pas être confondu avec Bristol Bears (féminines).
Maillots
Actualités
Bristol Bears est un club de rugby à XV professionnel anglais fondé en 1888 et basé à Bristol. Il joue depuis la saison 2018-2019 en Premiership Rugby, c’est-à-dire la première division anglaise.
Le club a notamment remporté la Coupe d'Angleterre en 1983 et le Challenge européen 2020.

## Histoire

### Vainqueur de la Coupe d'Angleterre 1983
Bristol remporte la Coupe d'Angleterre en 1983 par 28-22 contre les Leicester Tigers.
De 2001 à 2005, le club porte le nom de Bristol Shoguns, conformément à un partenariat avec Mitsubishi.
Le 8 juin 2002 en finale de la Zurich Championship (la phase de play-off) du Championnat d'Angleterre à Twickenham, les Bristol Shoguns sont battus par le Gloucester RFC
Le 16 avril 2018, dans le cadre de son retour en première division professionnelle, le club de Bristol Rugby est renommé Bristol Bears.

### Vainqueur du Challenge européen 2020

Bristol remporte le Challenge européen en 2020.

La finale, initialement prévue le 22 mai 2020 au Stade Vélodrome de Marseille, est repoussée par un Comité Directeur de l'EPCR le 23 mars 2020 à une date ultérieure en raison de la propagation de la pandémie de Covid-19 en Europe. Elle se tient finalement le 17 octobre 2020 au Stade Maurice-David, à Aix-en-Provence, en France, devant 1000 spectateurs.
| Finale 16 octobre 2020 21 H 00 | RC Toulon | 19 - 32 (16 - 10) | Bristol Bears | Stade Maurice-David, Aix-en-Provence 1 000 spectateurs Arbitre : Andrew Brace |
| Finale 16 octobre 2020 21 H 00 | Essai(s) : 1 · 11e Bryce Heem · Transformation(s) : 1/1 · 13e Louis Carbonel · Pénalité(s) : 4/5 · 21e 37e 40e 53e Louis Carbonel · |                   | Essai(s) : 2 · Harry Randall 1e · Max Malins 60e · Transformation(s) : 2/2 · Callum Sheedy 2e 60e · Pénalité(s) : 6/6 · Callum Sheedy 4e 48e 56e 59e 75e 79e · | Stade Maurice-David, Aix-en-Provence 1 000 spectateurs Arbitre : Andrew Brace |
| Finale 16 octobre 2020 21 H 00 | |                   | | Stade Maurice-David, Aix-en-Provence 1 000 spectateurs Arbitre : Andrew Brace |

## Identité visuelle

### Logo

Évolution du logo
Logo des Bristol Shoguns.
Logo de Bristol Rugby abandonné en 2014 puis rétabli de 2015 au 15 avril 2018.
Logo de Bristol Rugby de 2014 à 2015.
Logo des Bristol Bears depuis le 16 avril 2018.

## Palmarès

### Détail du palmarès
Le tableau suivant récapitule les performances de Bristol dans les diverses compétitions anglaises et européennes.
| Compétitions nationales | Compétitions européennes                                                               |
| --- | -------------------------------------------------------------------------------------- |
| Championnat d'Angleterre - Vice-champion (1) : 2002 Championnat d'Angleterre de D2 - Champion (4) : 1999, 2005, 2016, 2018 - Vice-Champion (3) : 2010, 2014, 2015 Coupe d'Angleterre - Vainqueur (1) : 1983 - Finaliste (3) : 1973, 1984, 1988 | Challenge européen - Vainqueur (1) : 2020 British and Irish Cup - Vainqueur (1) : 2011 |

### Finales disputées
On accède, lorsqu'il existe, à l'article qui traite d'une édition particulière en cliquant sur le score de la rencontre.
| Date de la finale | Vainqueur      | Score   | Finaliste     | Lieu de la finale   | Spectateurs |
| 8 juin 2002       | Gloucester RFC | 28 - 23 | Bristol Rugby | Twickenham, Londres | 30 000      |

| Date de la finale | Vainqueur     | Score   | Finaliste        | Lieu de la finale   | Spectateurs |
| 28 avril 1973     | Coventry RFC  | 27 - 15 | Bristol Rugby    | Twickenham, Londres | 11 500      |
| 30 avril 1983     | Bristol Rugby | 28 - 22 | Leicester Tigers | Twickenham, Londres | 34 000      |
| 28 avril 1984     | Bath Rugby    | 10 - 9  | Bristol Rugby    | Twickenham, Londres | 21 000      |
| 30 avril 1988     | Harlequins    | 28 - 22 | Bristol Rugby    | Twickenham, Londres | 37 000      |

## Personnalités du club

### Effectif 2024-2025
| Nom                        | Naissance        | Nationalité sportive | Sélections (points) | Dernier club          | Arrivée au club |
| Talonneurs                 | Talonneurs       | Talonneurs           | Talonneurs          | Talonneurs            | Talonneurs      |
| -------------------------- | ---------------- | -------------------- | ------------------- | --------------------- | --------------- |
| Will Capon                 | 12 octobre 1999  | Angleterre           | -                   | Formé au club         | 2017            |
| Gabriel Oghre              | 19 juillet 1998  | Angleterre           | 1 (5)               | Union Bordeaux Bègles | 2023            |
| Harry Thacker              | 18 février 1994  | Angleterre           | -                   | Leicester Tigers      | 2018            |
| Piliers                    |                  |                      |                     |                       |                 |
| Lovejoy Chawatama          | 30 mars 1992     | Zimbabwe             | -                   | Harlequins            | 2024            |
| Ellis Genge                | 16 février 1995  | Angleterre           | 72 (30)             | Leicester Tigers      | 2022            |
| Sam Grahamslaw             | 24 février 1999  | Écosse               | -                   | Jersey Reds           | 2023            |
| George Kloska              | 16 novembre 1999 | Angleterre           | -                   | Formé au club         | 2017            |
| Max Lahiff                 | 9 décembre 1989  | Angleterre           | -                   | Bath Rugby            | 2019            |
| Yann Thomas                | 16 avril 1990    | Angleterre           | -                   | Rouen NR              | 2018            |
| Jay Tyack                  | 7 juin 1996      | Angleterre           | -                   | Worcester Warriors    | 2023            |
| Jake Woolmore              | 7 décembre 1990  | Angleterre           | -                   | Jersey Reds           | 2018            |
| Deuxièmes lignes           |                  |                      |                     |                       |                 |
| Steele Barker              | 12 janvier 2001  | Angleterre           | -                   | Cornish Pirates       | 2024            |
| Joe Batley                 | 27 juin 1996     | Angleterre           | -                   | Worcester Warriors    | 2022            |
| Josh Caulfield             | 9 juin 1997      | Angleterre           | -                   | London Irish          | 2023            |
| James Dun                  | 7 juillet 1999   | Angleterre           | -                   | Formé au club         | 2018            |
| Troisièmes lignes aile     |                  |                      |                     |                       |                 |
| Benjamín Grondona          | 19 octobre 2003  | Argentine            | 2 (0)               | Pampas XV             | 2024            |
| Santiago Grondona          | 25 août 1998     | Argentine            | 22 (5)              | Exeter Rugby          | 2023            |
| Jake Heenan                | 17 mars 1992     | Nouvelle-Zélande     | -                   | Connacht              | 2018            |
| Steven Luatua              | 29 avril 1991    | Samoa                | 8 (0)               | Blues                 | 2017            |
| Troisièmes lignes centre   |                  |                      |                     |                       |                 |
| Fitz Harding               | 26 avril 1999    | Angleterre           | -                   | Formé au club         | 2019            |
| Viliame Mata               | 22 octobre 1991  | Fidji                | 31 (25)             | Édimbourg Rugby       | 2024            |
| Demis de mêlée             |                  |                      |                     |                       |                 |
| Harry Randall              | 18 décembre 1997 | Angleterre           | 14 (10)             | Hartpury RFC          | 2018            |
| Kieran Marmion             | 11 février 1992  | Irlande              | 28 (25)             | Connacht              | 2023            |
| Sam Wolstenholme           | 21 juin 1999     | Angleterre           | -                   | Leicester Tigers      | 2022            |
| Demis d'ouverture          |                  |                      |                     |                       |                 |
| → Harry Byrne              | 22 avril 1999    | Irlande              | 4 (10)              | Leinster (en prêt)    | 2024            |
| AJ MacGinty                | 26 février 1990  | États-Unis           | 32 (321)            | Sale Sharks           | 2022            |
| Centres                    |                  |                      |                     |                       |                 |
| Jack Bates                 | 26 mai 2001      | Angleterre           | -                   | Formé au club         | 2019            |
| Benhard Janse van Rensburg | 13 janvier 1997  | Afrique du Sud       | -                   | London Irish          | 2023            |
| James Williams             | 24 février 1997  | Angleterre           | -                   | Hartpury RFC          | 2022            |
| Kalaveti Ravouvou          | 6 juin 1998      | Fidji                | 6 (10)              | Fijian Drua           | 2023            |
| Ailiers                    |                  |                      |                     |                       |                 |
| Toby Fricker               | 20 juillet 1995  | États-Unis           | 2 (5)               | Free Jacks            | 2024            |
| Noah Heward                | 11 octobre 2000  | Angleterre           | -                   | Worcester Warriors    | 2022            |
| Gabriel Ibitoye            | 5 mars 1998      | Angleterre           | -                   | Tel Aviv Heat         | 2022            |
| Ratu Naulago               | 6 août 1991      | Fidji                | -                   | Hull FC (XIII)        | 2020            |
| Arrières                   |                  |                      |                     |                       |                 |
| Benjamín Elizalde          | 14 juin 2004     | Argentine            | 3 (0)               | Pampas XV             | 2024            |
| Richard Lane               | 21 juillet 1993  | Angleterre           | -                   | Bedford Blues         | 2022            |
| Max Malins                 | 7 janvier 1997   | Angleterre           | 22 (10)             | Saracens              | 2023            |

### Anciens joueurs
- Felipe Contepomi
- Agustín Pichot
- Jason Little
- Al Charron
- Alastair Hignell
- Mark Regan
- Simon Shaw
- Andrew Sheridan
- Fraser Waters
- Brian Lima
- Gavin Henson
- Gareth Llewellyn
- Dwayne Peel
- Jordan Crane
- Charles Piutau
- Siale Piutau
- Steven Luatua
- Chris Vui
- Luke Morahan
- Alapati Leiua
- Ian Madigan
- Nathan Hughes
- Dave Attwood